# Волица (Андрушёвский район)
Во́лица (укр. Волиця) — село на Украине, основано в 1605 году, находится в Андрушёвском районе Житомирской области.
Код КОАТУУ — 1820381601. Население по переписи 2001 года составляет 805 человек. Почтовый индекс — 13424. Телефонный код — 4136. Занимает площадь 31,946 км².

## Уроженцы села
Пётр Ильич Красовский — полный кавалер ордена Славы.

## Адрес местного совета
13424, Житомирская область, Андрушёвский р-н, с. Волица, ул. Житомирская, 102